# Кастелфранчи
Кастелфранчи је насеље у Италији у округу Авелино, региону Кампанија.
Према процени из 2011. у насељу је живело 1102 становника. Насеље се налази на надморској висини од 462 м.

## Становништво
| 1951. | 1961. | 1971. | 1981. | 1991. | 2001. | 2011. |
| ----- | ----- | ----- | ----- | ----- | ----- | ----- |
| 3.415 | 3.081 | 2.681 | 2.798 | 3.034 | 2.540 | 2.104 |